# Liste der Kulturdenkmale in Lichtenstein/Sa.

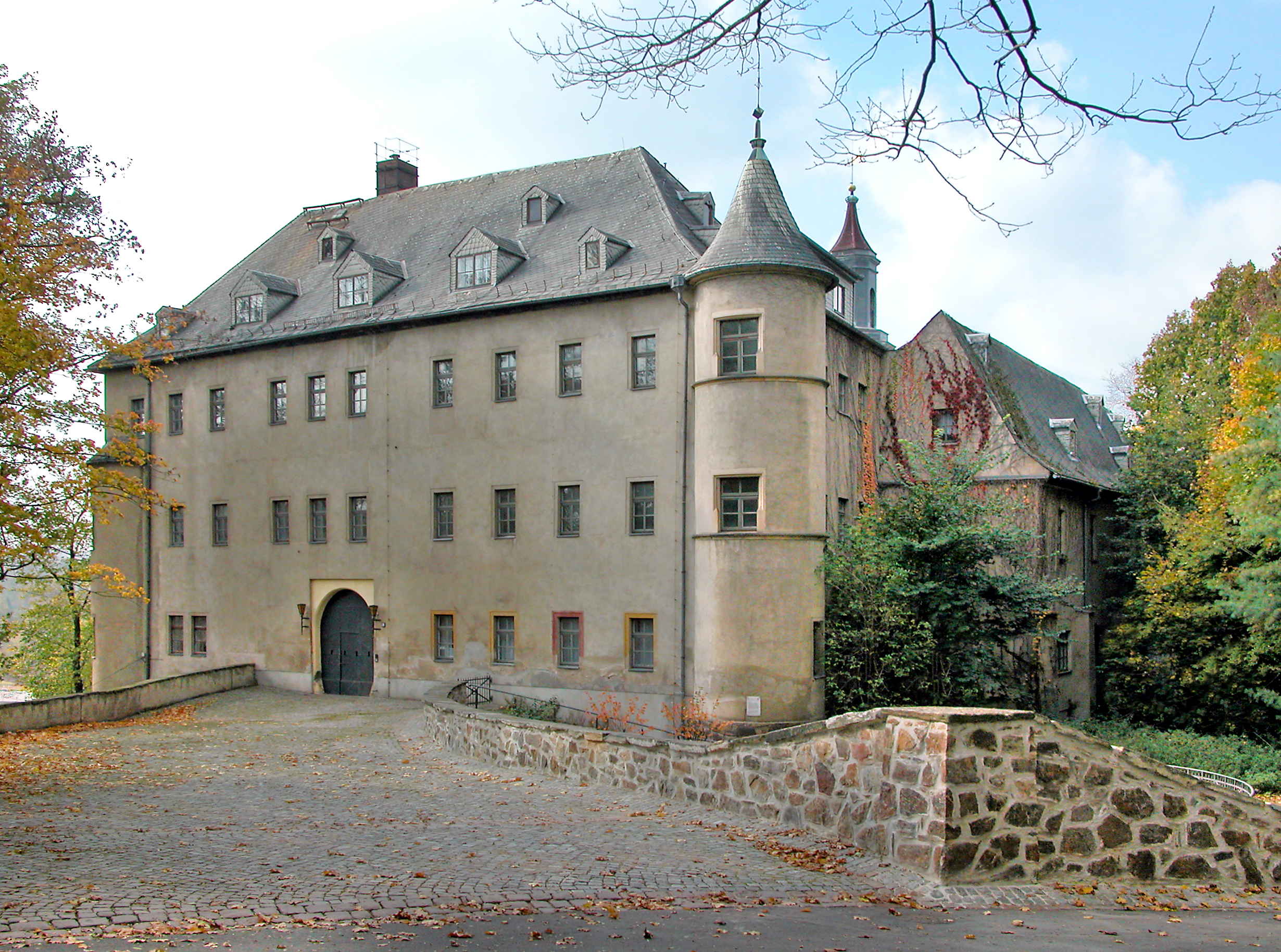
Schloss Lichtenstein

Die Liste der Kulturdenkmale in Lichtenstein/Sa. enthält die Kulturdenkmale in Lichtenstein/Sa.
Diese Liste ist eine Teilliste der Liste der Kulturdenkmale in Sachsen.

## Legende
- Bild: Bild des Kulturdenkmals, ggf. zusätzlich mit einem Link zu weiteren Fotos des Kulturdenkmals im Medienarchiv Wikimedia Commons. Wenn man auf das Kamerasymbol klickt, können Fotos zu Kulturdenkmalen aus dieser Liste hochgeladen werden:
- Bezeichnung: Denkmalgeschützte Objekte und ggf. Bauwerksname des Kulturdenkmals
- Lage: Straßenname und Hausnummer oder Flurstücknummer des Kulturdenkmals. Die Grundsortierung der Liste erfolgt nach dieser Adresse. Der Link (Karte) führt zu verschiedenen Kartendiensten mit der Position des Kulturdenkmals. Fehlt dieser Link, wurden die Koordinaten noch nicht eingetragen. Sind diese bekannt, können sie über ein Tool mit einer Kartenansicht einfach nachgetragen werden. In dieser Kartenansicht sind Kulturdenkmale ohne Koordinaten mit einem roten bzw. orangen Marker dargestellt und können durch Verschieben auf die richtige Position in der Karte mit Koordinaten versehen werden. Kulturdenkmale ohne Bild sind an einem blauen bzw. roten Marker erkennbar.
- Datierung: Baubeginn, Fertigstellung, Datum der Erstnennung oder grobe zeitliche Einordnung entsprechend des Eintrags in der sächsischen Denkmaldatenbank
- Beschreibung: Kurzcharakteristik des Kulturdenkmals entsprechend des Eintrags in der sächsischen Denkmaldatenbank, ggf. ergänzt durch die dort nur selten veröffentlichten Erfassungstexte oder zusätzliche Informationen
- ID: Vom Landesamt für Denkmalpflege Sachsen vergebene, das Kulturdenkmal eindeutig identifizierende Objekt-Nummer. Der Link führt zum PDF-Denkmaldokument des Landesamtes für Denkmalpflege Sachsen. Bei ehemaligen Kulturdenkmalen können die Objektnummern unbekannt sein und deshalb fehlen bzw. die Links von aus der Datenbank entfernten Objektnummern ins Leere führen. Ein ggf. vorhandenes Icon  führt zu den Angaben des Kulturdenkmals bei Wikidata.

## Lichtenstein/Sa.
| Bild                                    | Bezeichnung | Lage                                     | Datierung                                                                                                  | Beschreibung | ID       |
| --------------------------------------- | --- | ---------------------------------------- | --- | --- | -------- |
|                                         | Denkmalschutzgebiet Altstadt Lichtenstein (Vorschlag) | (Karte)                                  | | Denkmalschutzgebiet Altstadt Lichtenstein | 09247731 |
|                                         | Denkmalschutzgebiet Stadtkern Callnberg (Vorschlag) | (Karte)                                  | | Denkmalschutzgebiet Stadtkern Callnberg | 09246006 |
|                                         | Pavillon | (Karte)                                  | bezeichnet 1909 (Pavillon)                                                                                 | bau- und ortsgeschichtlich von Bedeutung. Ehemals Fürst-Otto-Victor-Höhe. | 09236831 |
| Direkt Bild zu diesem Denkmal hochladen | Mietshaus in geschlossener Bebauung | Altmarkt 5 (Karte)                       | um 1900 | Baugeschichtlich von Bedeutung, gründerzeitliche Putzfassade, interessant gestaltete Fensterverdachungen. Fassadengliederung erhalten, Haustür. | 09236715 |
| Weitere Bilder                          | Empfangsgebäude des Bahnhofs Lichtenstein | Am Bahnhof 1 (Karte)                     | 1878 | Ortsgeschichtlich und eisenbahnhistorisch von Bedeutung, Gründerzeitgebäude. Grundtyp: Flügelbau zweieinhalbstöckig und Mittelbau einstöckig und Flügelbau zweieinhalbstöckig, wird teilweise genutzt durch ein Antikgeschäft sowie den Modellbahnverein. | 09236731 |
| Direkt Bild zu diesem Denkmal hochladen | Fabrikkomplex mit Wohnhaus/Verwaltungsgebäude (Am Bahnhof 6) in Ecklage, sowie Fabrikationsgebäude im Hof (Weststraße 5 und 7), weiterhin zwei Dampfmaschinen, Generator und Schaltwarte sowie Einfriedung des Grundstücks                             | Am Bahnhof 6 (Karte)                     | 1911 | Baugeschichtlich und ortsgeschichtlich von Bedeutung, Wohnhaus mit gründerzeitlicher Putzfassade und markanter Eckgestaltung, Fabrikgebäude im Reformstil der Zeit um 1910, Gustav Adolf Bahner gründete 1842 Wirkwarenfabrik in Oberlungwitz. 180 PS Dampfmaschine, 1903 mit Generator, 1928, 80 PS Dampfmaschine und Generator, 1934, Zaun, Schaltwarte, Neubau Fabrikkomplex nach Brand 1898/1903, von Gustav Adolf Bahner gegründet 1842. Wirkwarenfabrik in Oberlungwitz. | 09236732 |
| Direkt Bild zu diesem Denkmal hochladen | Villa | Am Bornwiesenteich 6 (Karte)             | 1922 | Bau- und ortsgeschichtlich von Bedeutung, im traditionalistischen Stil der 1920er Jahre, ursprünglich dem Fabrikanten Zierold gehörend. Gute originale Innenausstattung. | 09236716 |
| Direkt Bild zu diesem Denkmal hochladen | St.-Laurentius-Friedhof: Leichenhalle, Friedhofskapelle, Friedhofstor sowie Kriegerdenkmal für die Gefallenen des Ersten Weltkrieges, Gräberfeld für während des Zweiten Weltkriegs im Lazarett Verstorbene, Böttger-Grufthaus, Grabmal Familie Seidel | Am Friedhof (Karte)                      | 1836 | Baugeschichtlich und ortsgeschichtlich von Bedeutung, barock-klassizistisches Grufthaus für Christian Friedrich Böttger, neogotische Friedhofskapelle. Einzeldenkmale der Sachgesamtheit (siehe auch Sachgesamtheit 09303325) - Leichenhalle: Italienischer Stil, - Friedhofskapelle: Geschenk Brüder Seidel, Fabrikanten, Klinkerfassade, Farbglasfenster, - Grabmal Familie Seidel, - Friedhofstor, - Ehrenhain für Kriegsopfer des Ersten und Zweiten Weltkrieges, Gedenkband und Kanzel aus Porphyr von Max Kreul, - Gräberfeld für im Lazarett Verstorbene. | 09236833 |
| Direkt Bild zu diesem Denkmal hochladen | Sachgesamtheit St.-Laurentius-Friedhof sowie gärtnerisch gestaltete Friedhofsanlage (Gartendenkmal) | Am Friedhof (Karte)                      | wohl seit 1605 (Friedhof)                                                                                  | Baugeschichtlich und ortsgeschichtlich von Bedeutung, barock-klassizistisches Grufthaus für Christian Friedrich Böttger, neogotische Friedhofskapelle. Sachgesamtheit mit folgenden Einzeldenkmalen (siehe oben): Leichenhalle, Friedhofskapelle, Friedhofstor sowie Kriegerdenkmal für die Gefallenen des Ersten Weltkrieges, Gräberfeld für während des Zweiten Weltkriegs im Lazarett Verstorbene, Böttger-Grufthaus, Grabmal Familie Seidel (siehe Einzeldenkmal 09236833) | 09303325 |
| Direkt Bild zu diesem Denkmal hochladen | Einfamilienhaus und Toreinfahrt | Am Hang 15 (Karte)                       | 1962–1966                                                                                                  | Baugeschichtlich von Bedeutung, zwischen traditionalistischem Stil der 1950er Jahre und Nachkriegsmoderne gestaltet, aufwändig gestalteter Balkon. Lampen, Geländer, Zaun, geschwungener Balkon. | 09236717 |
| Direkt Bild zu diesem Denkmal hochladen | Fabrikkomplex (siehe auch Badergasse 17) | Am Mühlgraben 1; 3; 4 (Karte)            | 2. Hälfte 19. Jahrhundert und 1920er Jahre (Fabrik)                                                        | Ursprünglich Brauerei Kühn, 1920 Kauf eines Teils der Brauerei durch die Textilfabrik Curt Altmann & Co., 1928 Umwandlung in eine Aktiengesellschaft durch Zusammenschluss von vier Strickwarenfabriken mit elf Standorten, der neue Firmenname ALROWA aus den Anfangsbuchstaben der zusammengeschlossenen Firmen: Curt Altmann (Lichtenstein-Callnberg), C. F. Roscher (Markersdorf) und C. L. Wagner (Calw), Veränderungen 1920 von Arnold Pabst, 1924/31 von Paul Beckert, bis 1993 Textilproduktion, 1994–1996 Umbau zum Sitz der Stadtverwaltung, baugeschichtliche, wirtschaftsgeschichtliche und ortsgeschichtliche Bedeutung. Bauplastischer Schmuck „Hermeskopf“, „Spinnerin“, „Ornament“, „Stricker“ an der Giebelseite vom Bildhauer Georg Türke, 1925 geschaffen. | 09236720 |
| Direkt Bild zu diesem Denkmal hochladen | Wohnhaus | Am Mühlgraben 14 (Karte)                 | 1927 | Putzbau im zeittypischen Stil der 1920er Jahre mit zurückhaltendem Dekor, baugeschichtliche Bedeutung. Auf der Rückseite des Gebäudes bauzeitliche Sprossenfenster, bauzeitliche Innenausstattung (Türen, Fußböden, Treppengeländer) (LfD 2014). | 09305173 |
| Direkt Bild zu diesem Denkmal hochladen | Jugendherberge und zwei Nebengebäude | An der Jugendherberge 1 (Karte)          | 1936–1938                                                                                                  | Orts- und baugeschichtlich von Bedeutung, im Heimatstil, Teil eines ehemaligen Jugenddorfes. Ursprünglich für vormilitärische Ausbildung errichtet. | 09236721 |
| Direkt Bild zu diesem Denkmal hochladen | Wohnhaus | Angergasse 3 (Karte)                     | um 1800 (wesentlicher Baubestand)                                                                          | Baugeschichtlich und ortsgeschichtlich von Bedeutung, Fachwerk-Obergeschoss, ursprünglich Ratsfronfeste, möglicherweise mit älteren Bauteilen. Fachwerk Obergeschoss, Tür und Türgewände original, um 1600 saßen hier aufständische Gefangene. | 09236723 |
| Direkt Bild zu diesem Denkmal hochladen | Wohnhaus | Angergasse 7 (Karte)                     | bezeichnet 1784                                                                                            | Baugeschichtlich von Bedeutung, schlichter ortstypischer Putzbau mit barockem Segmentbogen-Portal. Denkmaltext: Zweigeschossiges städtisches Wohnhaus aus dem ausgehenden 18. Jahrhundert in ortstypischer Bauweise. Zweigeschossig mit massivem, verputztem Erdgeschoss aus der Erbauungszeit mit bauzeitlichen Natursteinfenstergewänden – gefasst mit zweifacher Hohlkehlung. Ebenfalls bauzeitlich ist das Segmentbogenportal mit Schlussstein, bezeichnet „1784“. Das verputzte Obergeschoss besteht teilweise aus Mauerwerk oder Fachwerk. Abschluss des Gebäudes durch Satteldach mit Aufschieblingen. Die beschriebene Bauweise ist charakteristisch für die Kleinstädte Mittelsachsens, so dass diesem weitgehend authentisch erhaltenem Gebäude sowohl stadtentwicklungsgeschichtliche als auch baugeschichtliche Bedeutung beizumessen ist. Fachwerk Obergeschoss verputzt, Türgewände teilweise erhalten, Abbruchgenehmigung am 25. Oktober 2012 erteilt (Schreiben vom LRA Zwickau). | 09236724 |
| Direkt Bild zu diesem Denkmal hochladen | Wohnhaus in halboffener Bebauung | Angergasse 17 (Karte)                    | Mitte 18. Jahrhundert                                                                                      | Baugeschichtlich von Bedeutung, ortstypisches Gebäude mit Fachwerk-Obergeschoss. Erdgeschoss massiv, Fachwerk-Obergeschoss verkleidet. | 09237671 |
| Direkt Bild zu diesem Denkmal hochladen | Wohnhaus in geschlossener Bebauung | Angergasse 21 (Karte)                    | um 1830 | Baugeschichtlich von Bedeutung, mit Fachwerk-Obergeschoss, klassizistisches Türportal. Fachwerk Obergeschoss verschiefert. | 09236725 |
| Direkt Bild zu diesem Denkmal hochladen | Wohnhaus in geschlossener Bebauung | August-Bebel-Straße 16 (Karte)           | 1908 Wiederaufbau                                                                                          | Zeittypischer Putzbau mit gut erhaltener Bauausstattung von baugeschichtlichem und städtebaulichem Wert. Denkmaltext: Um 1908 nach Brand des Vorgängerbaus als Wohn- und Geschäftshaus für den Klempnermeister Franz Klengel neu erbaut, eventuell auf den Grundmauern des Vorgängerbaus. Der Bau wurde entworfen und ausgeführt durch das Callenberger Baugeschäft Gebrüder Schulz. Vor 1990 Fassadensanierung, dabei Vereinfachung der Fassade. Zweigeschossiger Putzbau, im Erdgeschoss Laden entfernt und Eingangsbereich vereinfacht, im Obergeschoss bauzeitliche Fenstergewände mit waagerechter Verdachung. Auch Dachbekrönung vereinfacht. Im Inneren im Hausflur historischer Fliesenbelag und originales Treppengeländer sowie erhaltene Wohnungs- und Zimmertüren. Der Denkmalwert ergibt sich vorrangig aus dem baugeschichtlichen Wert auf Grund der gut erhaltenen bauzeitlichen Innenausstattung. Als Teil eines annähernd zeitgleich entstandenen Hausensembles von städtebaulichem Wert. (LfD/2012) Zweigeschossig, roter Klinker, gelbe Klinkerbänder, ursprünglich mit Laden, Haustür und Fenster im ersten Obergeschoss original, im ersten Obergeschoss Fenstergewände mit wappenartigem Schlussstein, einachsiger Dacherker, zwei Dachhäuschen, Satteldach. | 09304279 |
| Direkt Bild zu diesem Denkmal hochladen | Wohnhaus in geschlossener Bebauung | August-Bebel-Straße 18 (Karte)           | um 1905 | Ursprünglich mit Bäckerladen, zeittypischer gründerzeitlicher Klinkerbau in gutem Originalzustand. Zweigeschossig, roter Klinker, gelbe Klinkerbänder, Laden, Haustür und Fenster im ersten Obergeschoss original, im ersten Obergeschoss Fenstergewände mit wappenartigem Schlussstein, einachsiger Dacherker, zwei Dachhäuschen, Satteldach. | 09236792 |
| Direkt Bild zu diesem Denkmal hochladen | Villa | August-Bebel-Straße 38 (Karte)           | bezeichnet 1896                                                                                            | Baugeschichtlich von Bedeutung, historisierender Klinkerbau. Bauherr: Fabrikant Louis Berger. | 09236804 |
| Direkt Bild zu diesem Denkmal hochladen | Textilfabrik und Fabrikantenwohnhaus | Äußere Zwickauer Straße 2; 2a (Karte)    | 1929 | Fabrik kubisch geschlossener Stahlbetonskelettbau, Wohnhaus auch kubisch im Neuen Bauen, Architekt Paul Beckert aus Lichtenstein/Callenberg, Konstruktion Radzuweit aus Chemnitz, baugeschichtlich und wirtschaftsgeschichtlich von Bedeutung. Fabrik wohl der erste Stahlbetonbau von Lichtenstein. Produktion von Strickwaren. Zwei Geschosse, die vier rechten der insgesamt zehn Fensterachsen entlang der Straße attikaartig angehoben, hier originales Treppenhaus mit Fliesenverkleidung. Ab 1. Januar 1954 Produktionsstätte des VEB (K) Strickerei- und Konfektionsbetrieb Lichtenstein. Hauptsächlich Strickwaren und Schürzen. | 09306540 |
| Direkt Bild zu diesem Denkmal hochladen | Mietshaus mit Einfriedung | Äußere Zwickauer Straße 4 (Karte)        | 1906 | Baugeschichtlich von Bedeutung, historisierende Klinkerfassade. Klinkerfassade, Klinkerornamentik, Zaun und Zaunpfeiler original. | 09236713 |
| Direkt Bild zu diesem Denkmal hochladen | Wohnhaus | Äußere Zwickauer Straße 8                | 1929 | baugeschichtlich von Bedeutung, im traditionalistischen Stil der 1920er Jahre | 09236714 |
| Direkt Bild zu diesem Denkmal hochladen | Wohnhaus in geschlossener Bebauung und Schauer | Bachgasse 4 (Karte)                      | Um 1890 | Wohnhaus zweigeschossig, wie die Nachbarbauten in Zusammenhang mit der Kanalisierung des Rödlitzbaches entstanden, Schauer im hinteren Bereich ein zweigeschossiger gewerblicher Holzbau, stadt- und baugeschichtlich von Bedeutung | 09306845 |
| Direkt Bild zu diesem Denkmal hochladen | Fabrikkomplex mit Gebäudebrücken (siehe auch Am Mühlgraben 1, 3 und 4) | Badergasse 17 (Karte)                    | 1920–1922 (Neues Rathaus)                                                                                  | Baugeschichtlich, wirtschaftsgeschichtlich und ortsgeschichtlich von Bedeutung, war Textilfabrik. Angebaut an Alrowa, Tordurchfahrt, ehemalige Sächsische Union Brauerei oder Kühnsche Brauerei ? | 09236730 |
| Direkt Bild zu diesem Denkmal hochladen | Wohnhaus in Ecklage | Böttgerstraße 2 (Karte)                  | bezeichnet 1855, im Kern älter                                                                             | Baugeschichtlich und sozialgeschichtlich von Bedeutung, schlichter Putzbau, Portal mit gerader Verdachung. Zweigeschossig, Erdgeschoss massiv, Fachwerk-Obergeschoss verputzt, Türportal mit Gebälk bezeichnet „No 68 L, S. 1855“. | 09237666 |
| Direkt Bild zu diesem Denkmal hochladen | Wohnhaus, nach links in geschlossener Bebauung | Böttgerstraße 10 (Karte)                 | um 1750 | Baugeschichtlich und sozialgeschichtlich von Bedeutung, schlichter Putzbau, Türportal in Porphyrtuff. Zweigeschossig, Fenstergewände und Türportal Porphyrtuff, Haustür mit Oberlicht, zwei Dachhäuschen, Satteldach. | 09237664 |
| Weitere Bilder                          | Fabrikkomplex (siehe auch Gartenstraße 23) | Böttgerstraße 15 (Karte)                 | 1883–1885 (Fabrik)                                                                                         | Baugeschichtlich, ortsgeschichtlich und ortsbildprägend von Bedeutung, ehemalige Möbelstoff-Weberei, straßenbildprägende Shedhallen, durch ein Brückenbauwerk mit Fabrikgebäude in Gartenstraße verbunden. Heute (2006) Christliches Glaubenscentrum Lichtenstein e. V. (GCL), 1988 aus einem Hauskreis gegründete freikirchliche Gemeinde, seit 1994 im Gebäude der ehemaligen Möbelstoff-Weberei. | 09236737 |
| Direkt Bild zu diesem Denkmal hochladen | Villa mit Einfriedung | Böttgerstraße 18 (Karte)                 | 1898/1899                                                                                                  | Baugeschichtlich und ortsgeschichtlich von Bedeutung, gründerzeitliche Villa, Wohnsitz des ehemaligen Bürgermeisters Max Prahtel. Villa des ehemaligen Bürgermeisters Max Prahtel. | 09236738 |
| Direkt Bild zu diesem Denkmal hochladen | Transformatorenhaus mit Einfriedung | Böttgerstraße 18 (neben) (Karte)         | um 1915 | Technikgeschichtlich von Bedeutung. Kleiner Putzbau auf quadratischem Grundriss, Klinkerbänder, Zeltdach. | 09235975 |
| Direkt Bild zu diesem Denkmal hochladen | Fabrikgebäude | Böttgerstraße 22; 24 (Karte)             | 1903 | Baugeschichtlich und ortsgeschichtlich von Bedeutung, ehemalige Weberei, ungewöhnlich gestalteter Erweiterungsbau der 1920er Jahre. Erbaut von Friedrich Gustav Berger, erweitert von Gebrüdern Berger, Karl und Martin. | 09236739 |
| Direkt Bild zu diesem Denkmal hochladen | Erker mit Plastik (Atlant) eines Wohnhauses | Brückenstraße 2 (Karte)                  | um 1910 | Ortsgeschichtlich interessant, Plastik den Beruf des Zahnarztes darstellend. Erker mit Plastik (Atlant), den Beruf des Zahnarztes darstellend, ursprünglich Wohnhaus eines Zahnarztes, Hausnummer 2 und 3 gestalterisch zu einem Gebäude zusammengefasst. | 09236740 |
| Direkt Bild zu diesem Denkmal hochladen | Höhler (Kelleranlagen) mit Schlosswasserleitung | Chemnitzer Berg 2 (Karte)                | vor 1843                                                                                                   | Ortsgeschichtlich von Bedeutung. | 09237667 |
| Weitere Bilder                          | Gedenkstein für Heinrich von Kleist | Chemnitzer Straße (Karte)                | 1. Hälfte 20. Jahrhundert                                                                                  | Geschichtlich von Bedeutung. Lage: Gegenüber von Chemnitzer Straße 43. | 09236727 |
| Direkt Bild zu diesem Denkmal hochladen | Villa | Chemnitzer Straße 10 (Karte)             | um 1925 | Baugeschichtlich und ortsgeschichtlich von Bedeutung, ehemalige Villa des Fabrikanten Altmann. Auf dem Grundstück (Flstk. 115/7) ehemals Wohnhaus der Zeit um 1830 mit Türportal mit gerader Verdachung – vor 2010 abgebrochen. | 09236742 |
|                                         | Schule | Diesterwegstraße 2 (Karte)               | 1898/1899                                                                                                  | Baugeschichtlich und ortsgeschichtlich von Bedeutung, repräsentatives Gründerzeitgebäude im Stil der Neorenaissance. Schule saniert und Genehmigung, Turnhalle abgebrochen 2003. | 09236743 |
| Direkt Bild zu diesem Denkmal hochladen | Wohnanlage mehrerer Mietshäuser (Michelner Straße 2 und 4, Dr.-Otto-Nuschke-Straße 13 und 14) | Dr.-Otto-Nuschke-Straße 13; 14 (Karte)   | 1926 | Baugeschichtlich von Bedeutung, im traditionalistischen Stil der 1920er Jahre, markante Eckausbildung. Wohnungsbaugenossenschaft für Handwerk, Handel, Gewerbe. | 09236798 |
| Direkt Bild zu diesem Denkmal hochladen | Duschanlage mit Hochbehälter im Sommerbad | Ernst-Schneller-Siedlung 44 (Karte)      | um 1928 | Baugeschichtlich wertvoll, Rundbau mit Pfeilern und Dekorelemente. Diente der Erwärmung des Duschwassers, Rundbau mit Pfeilern, Dekorelemente zum Teil erhalten, erfasst unter der Anschrift: Ernestinenstraße 14. | 09236744 |
| Direkt Bild zu diesem Denkmal hochladen | Wohn- und Geschäftshaus in Ecklage | Ernst-Thälmann-Straße 2 (Karte)          | nach 1910                                                                                                  | Baugeschichtlich und ortsgeschichtlich von Bedeutung, war Bankhaus Beier & Heinze, später Stadtcafé „Stadt Dresden“, mit ortsbildprägender Bauplastik auf dem Dach. Plastik: Posaunenengel auf Dach, Bauherr: Otto Kretzschmar, Schankwart. | 09236746 |
| Direkt Bild zu diesem Denkmal hochladen | Einfriedung eines Grundstücks am Tuchmarkt | Ernst-Thälmann-Straße 23 (Karte)         | um 1900 | Handwerklich-künstlerisch von Bedeutung, schmiedeeiserner Zaun im Jugendstil. Gegenüber Schlosstreppe, Hinterhof-Einfriedung von Ernst-Thälmann-Straße 23. | 09236748 |
| Weitere Bilder                          | Ratskeller mit eingemauertem Prangerstein im Sockel | Ernst-Thälmann-Straße 29 (Karte)         | 1772 (Ratskeller)                                                                                          | Baugeschichtlich, ortsgeschichtlich und ortsbildprägend von Bedeutung. Fachwerkbau mit Mansarddach und Dachreiter. | 09236749 |
| Direkt Bild zu diesem Denkmal hochladen | Altes Rathaus (heute Museum), mit Hinterhaus und Seitenflügel zum Hof | Ernst-Thälmann-Straße 31 (Karte)         | 1772 (Rathaus)                                                                                             | Baugeschichtlich, ortsgeschichtlich und ortsbildprägend von Bedeutung, Fachwerkbau mit Mansarddach, aufwändig gestaltetes barockes Segmentbogenportal. Altes Rathaus 1771 abgebrannt. | 09236750 |
| Direkt Bild zu diesem Denkmal hochladen | Wohnhaus in geschlossener Bebauung | Ernst-Thälmann-Straße 33 (Karte)         | um 1800 | Baugeschichtlich, ortsgeschichtlich und ortsbildprägend von Bedeutung, Fachwerkbau mit Mansarddach, strebenreiches Fachwerk. Fachwerk Obergeschoss eventuell schon um 1780. | 09236751 |
| Direkt Bild zu diesem Denkmal hochladen | Wohnhaus in geschlossener Bebauung | Ernst-Thälmann-Straße 37 (Karte)         | um 1800 | Baugeschichtlich von Bedeutung, Fachwerkbau mit Mansarddach. Fachwerk Obergeschoss. | 09236752 |
| Direkt Bild zu diesem Denkmal hochladen | Wohnhaus in geschlossener Bebauung | Ernst-Thälmann-Straße 41 (Karte)         | um 1800 | Baugeschichtlich von Bedeutung, Fachwerkbau mit Mansarddach. Mit Laden, Fachwerk Obergeschoss, Mansarddach. | 09236753 |
| Direkt Bild zu diesem Denkmal hochladen | Wohnhaus mit Apotheke, in Ecklage | Färbergasse 1 (Karte)                    | 1605, später überformt                                                                                     | Baugeschichtlich, ortsgeschichtlich und ortsbildprägend von Bedeutung, barockes Gebäude mit Mansarddach, seit 1858 Apotheke, davor Postexpedition. Apothekerprivileg seit 1652, vorher seit 1615 kurfürstlich sächsische Postexpedition. | 09236754 |
| Direkt Bild zu diesem Denkmal hochladen | Wohnhaus | Färbergasse 2 (Karte)                    | 1835 | Einst mit Färberei, zweigeschossig mit Satteldach längs der Färbergasse, hier mit weiterem Giebel, Hauseingang auf der linken Giebelseite, im Sturz des schönen Portals in Porphyr bezeichnet mit „No. 334 F.W.St. 1835“, stadt- und baugeschichtlicher Wert | 09307484 |
| Direkt Bild zu diesem Denkmal hochladen | Farbglasfenster und seitlich angrenzende Fensterflächen im Treppenhaus der Schule | Friedrich-Ludwig-Jahn-Straße 6 (Karte)   | | | 09305666 |
| Direkt Bild zu diesem Denkmal hochladen | Wohnhaus in halboffener Bebauung | Gartenstraße 3a (Karte)                  | 1939 | baugeschichtlich von Bedeutung, im traditionalistischen Stil der 1930er Jahre. Innenausstattung gut erhalten, auch außen, Fenstergitter: Webschützen darstellend. | 09236755 |
| Direkt Bild zu diesem Denkmal hochladen | Fabrikanlage mit Gebäudebrücke (siehe auch Böttgerstraße 15) | Gartenstraße 23 (Karte)                  | um 1925 (Fabrik)                                                                                           | Baugeschichtlich, ortsgeschichtlich und ortsbildprägend von Bedeutung, ehemalige Möbelstoff-Weberei, durch ein Brückenbauwerk zusammen mit Shedhallen an der Böttgerstraße verbunden. | 09237673 |
| Direkt Bild zu diesem Denkmal hochladen | Wohnhaus mit rückwärtigem Anbau | Glauchauer Straße 12 (Karte)             | 1876 | Baugeschichtlich von Bedeutung, historisierend im Schweizerstil. Ursprünglicher Eigentümer: Baumeister Härtel, dann Baumeister Möckel. | 09236757 |
| Direkt Bild zu diesem Denkmal hochladen | Gerichtsgebäude mit Hinterhaus (Amtsgefängnis), heute Verwaltungsgebäude | Glauchauer Straße 18 (Karte)             | 1886–1889                                                                                                  | Baugeschichtlich und ortsgeschichtlich von Bedeutung, repräsentativ im Stil der Neorenaissance. | 09236758 |
| Direkt Bild zu diesem Denkmal hochladen | Wohnhaus mit angebautem Fabrikgebäude | Glauchauer Straße 25 (Karte)             | um 1860, später überformt                                                                                  | Baugeschichtlich und ortsgeschichtlich von Bedeutung, historistisch. Alles gut erhalten, ehemaliger Besitzer Fabrikant Otto Brunner, Einfriedung des Grundstücks vor 2010 beseitigt. | 09236759 |
| Direkt Bild zu diesem Denkmal hochladen | Villa | Glauchauer Straße 33 (Karte)             | 1882 | Baugeschichtlich und ortsgeschichtlich von Bedeutung, gehörte dem Fabrikanten Ottomar Fankhänel, schlichter Bau. Gehörte ursprünglich dem Fabrikanten Ottomar Fankhänel. | 09236760 |
| Direkt Bild zu diesem Denkmal hochladen | Villa | Glauchauer Straße 35 (Karte)             | 1903 | Baugeschichtlich und ortsgeschichtlich von Bedeutung, gehörte dem Fabrikanten Martin Fankhänel, mit Fachwerk-Ziergiebeln. Gehörte dem Fabrikanten Martin Fankhänel, Fachwerkgiebel. | 09236761 |
| Direkt Bild zu diesem Denkmal hochladen | Wohnhaus in halboffener Bebauung | Gottesackergasse 2 (Karte)               | 1. Hälfte 19. Jahrhundert                                                                                  | Baugeschichtlich und sozialgeschichtlich von Bedeutung, schlichter Putzbau mit klassizistischem Holz-Türportal. Fachwerk teils verputzt, Garage entstellend, Türgewände und Tür original, sichtbares Fachwerk mit geblatteten Kopfbändern. | 09236762 |
| Direkt Bild zu diesem Denkmal hochladen | Wohnhaus in geschlossener Bebauung | Gottesackergasse 3 (Karte)               | um 1800 | Baugeschichtlich und sozialgeschichtlich von Bedeutung, schlichter schmaler Putzbau mit nur zwei Fensterachsen. Vermutlich Fachwerk Obergeschoss verputzt. | 09236763 |
| Direkt Bild zu diesem Denkmal hochladen | Wohnhaus in geschlossener Bebauung | Gottesackergasse 4 (Karte)               | um 1800 | Baugeschichtlich und sozialgeschichtlich von Bedeutung, schlichter Putzbau mit klassizistischem Türportal. | 09236764 |
| Direkt Bild zu diesem Denkmal hochladen | Wohnhaus in geschlossener Bebauung | Gottesackergasse 5 (Karte)               | bezeichnet 1835                                                                                            | Baugeschichtlich und sozialgeschichtlich von Bedeutung, schlichter Putzbau mit klassizistischem Türportal und originaler Haustür von handwerklich-künstlerischem Wert. Tür und Türgewände original, schöne Türklinke. | 09236765 |
| Direkt Bild zu diesem Denkmal hochladen | Wohnhaus | Gottesackergasse 10 (Karte)              | um 1800 | Baugeschichtlich und sozialgeschichtlich von Bedeutung, schlichter eingeschossiger Putzbau. Kleines Wohnhaus. | 09236767 |
| Direkt Bild zu diesem Denkmal hochladen | Villa | Güterbahnhofstraße 3 (Karte)             | 1908 | Baugeschichtlich von Bedeutung, im frühen Heimatstil, mit Zierfachwerk-Giebel. Innenausstattung relativ gut erhalten, zum Teil um 1935 Fassade modernisiert, Bauherr: Stadtrat Hugo Götze, ehemals Kinderkrippe. | 09236768 |
| Direkt Bild zu diesem Denkmal hochladen | Armenhaus, heute Wohnhaus | Hartensteiner Straße 40 (Karte)          | 1. Hälfte 19. Jahrhundert                                                                                  | Baugeschichtlich und sozialgeschichtlich von Bedeutung, Fachwerk. Vermutlich umfänglich erneuert. | 09236769 |
|                                         | Hospital, heute Wohnhaus | Hospitalgasse 12 (Karte)                 | 1658, später überformt                                                                                     | Baugeschichtlich und ortsgeschichtlich von Bedeutung, Giebel in neogotischer Form gestaltet. Vom Schönburgischen Schlosshauptmann Rudolph von Mockau gegründet 1440, 1632 abgebrannt, 1658 wieder aufgebaut, Bleiglasfenster, Ziegelornament. | 09236773 |
| Direkt Bild zu diesem Denkmal hochladen | Stadtgut, bestehend aus Wohnhaus und zwei angebauten Wirtschaftsgebäuden | Innere Zwickauer Straße 1 (Karte)        | 1. Hälfte 19. Jahrhundert                                                                                  | Baugeschichtlich und ortsgeschichtlich von Bedeutung. | 09236774 |
| Direkt Bild zu diesem Denkmal hochladen | Villa | Innere Zwickauer Straße 16 (Karte)       | bezeichnet 1888                                                                                            | Von architektonischem, regionalgeschichtlichem und städtebaulichem Wert, historistischer Klinkerbau. Erbaut für Pfarrer August Bauch. | 09236776 |
| Direkt Bild zu diesem Denkmal hochladen | Mietshaus in halboffener Bebauung | Innere Zwickauer Straße 21 (Karte)       | | | 09304068 |
| Direkt Bild zu diesem Denkmal hochladen | Villa | Innere Zwickauer Straße 22 (Karte)       | 1919 | Baugeschichtlich von Bedeutung, repräsentatives Gebäude im Reformstil der Zeit um 1910 (siehe auch Zwickauer Straße 24). Ursprünglicher Besitzer: Dr. Geißler, Lichtenstein. | 09236777 |
| Direkt Bild zu diesem Denkmal hochladen | Villa mit Einfriedung | Innere Zwickauer Straße 23 (Karte)       | um 1890 | Baugeschichtlich und ortsgeschichtlich von Bedeutung, prächtiger Villenbau der Gründerzeit mit Erkern und Volutengiebeln, aufwändig gestalteter Balkon. Bauherr: Kaufmann Robert Vieweg. | 09236778 |
| Direkt Bild zu diesem Denkmal hochladen | Verwaltungsgebäude mit rückwärtig angebautem Fabrikgebäude und Einfriedung | Innere Zwickauer Straße 24 (Karte)       | 2. Hälfte 19. Jahrhundert                                                                                  | Baugeschichtlich und ortsgeschichtlich von Bedeutung, der Verwaltungsbau mit repräsentativer historistischer Putzfassade (siehe auch Zwickauer Straße 22). | 09236779 |
| Direkt Bild zu diesem Denkmal hochladen | Post | Innere Zwickauer Straße 25 (Karte)       | um 1890 | Baugeschichtlich und ortsgeschichtlich von Bedeutung, repräsentatives historistisches Gebäude mit Erweiterung im Reformstil der Zeit um 1910. | 09236780 |
| Direkt Bild zu diesem Denkmal hochladen | Wohnhaus in Ecklage | Kirchgasse 2 (Karte)                     | bezeichnet 1826                                                                                            | Baugeschichtlich von Bedeutung, mit Fachwerk-Obergeschoss und klassizistischem Türportal. Massiv, Obergeschoss Fachwerk verputzt (1992), Fachwerk vermutlich umfänglich erneuert. | 09236781 |
| Direkt Bild zu diesem Denkmal hochladen | Wohnhaus | Kirchgasse 6 (Karte)                     | nach 1800, Anbau um 1900                                                                                   | Städtebaulich bemerkenswerter Putzbau in Kirchnähe, im Kern barockes Gebäude mit hohem Mansarddach, mit Anbau und aufwendig gestalteter Holzveranda des späten 19. Jahrhunderts. Zweigeschossig, vermutlich Bruchstein, verputzt, Mansarddach, baulich vereinfacht, an Eingangsseite aufwendiger Holzvorbau und darüber Holzveranda (um 1900 Anbau), durch Lage in altem Stadtkern von Lichtenstein und in Kirchennähe hoher städtebaulicher Wert. | 09236793 |
| Direkt Bild zu diesem Denkmal hochladen | Wohnhaus in halboffener Bebauung | Kirchgasse 8 (Karte)                     | um 1800 | Baugeschichtlich von Bedeutung, barocker Bau mit Mansarddach. Fachwerk Obergeschoss verputzt, Erdgeschoss leicht verändert, Mansarddach. | 09236783 |
| Direkt Bild zu diesem Denkmal hochladen | Wohnhaus | Kirchgasse 17 (Karte)                    | um 1800 | Baugeschichtlich und städtebaulich von Bedeutung, mit Fachwerk-Obergeschoss, markante Lage nahe dem Kirchplatz. Fachwerk Obergeschoss verputzt oder verschiefert, Türgewände fehlt. | 09236784 |
| Direkt Bild zu diesem Denkmal hochladen | Wohnhaus in halboffener Bebauung | Kirchgasse 19 (Karte)                    | nach 1800                                                                                                  | Zum historischen Stadtkern gehörendes Fachwerkhaus von städtebaulicher Bedeutung, nahe dem Kirchplatz gelegen. Zweigeschossig, rechteckiger Grundriss, Satteldach, beide Stockwerke Fachwerk mit nachträglicher Ziegelausfachung, Fenster nicht denkmalgerecht erneuert, im Obergeschoss durch Vergrößerung Fensteröffnungen Eingriffe ins historische Fachwerkgefüge. | 09236728 |
| Weitere Bilder                          | Kirche (mit Ausstattung) | Kirchplatz (Karte)                       | 1781–1785, später überformt                                                                                | Baugeschichtlich, ortsgeschichtlich und ortsbildprägend von Bedeutung, barocke Saalkirche mit Turm des 19. Jahrhunderts. Erbaut 1781–1785, erneuert 1889, 1929 Außenputz, Innenräume 1952 renoviert, bemerkenswerte Kirchenausstattung unter anderem Kelch von 1596, Altargemälde von Vogel. | 09236785 |
| Direkt Bild zu diesem Denkmal hochladen | Wohnhaus | Kirchplatz 2 (Karte)                     | um 1800 | Baugeschichtlich von Bedeutung, barock wirkendes Gebäude mit Mansarddach und Segmentbogenportal, markante Lage nahe der Laurentiuskirche. Eventuell ehemalige Tischlerei oder Laden angebaut, Keller und Erdgeschoss mit Kreuzgewölben, Türgewände um 1800, Restaurierung fragwürdig, Tür- und Fenstergewände Porphyr überputzt, erbaut 1826 (?). | 09236786 |
|                                         | Schule, heute Wohnhaus | Kirchplatz 8 (Karte)                     | 1782 | Baugeschichtlich, ortsgeschichtlich und städtebaulich von Bedeutung, schönes barockes Portal, barocker Bau, überformt. Um 1870 grundlegende Bauveränderungen, insbesondere im Dachbereich, barockes Türgewände mit Schlussstein, eine Eule darstellend. | 09236787 |
|                                         | Pfarrhaus (zwei Hausnummern) mit rückwärtigem Anbau | Kirchplatz 9; 10 (Karte)                 | um 1830 | baugeschichtlich, städtebaulich und ortsgeschichtlich von Bedeutung, klassizistische Türportale | 09304989 |
|                                         | Wohnhaus und angebautes Nebengebäude im Hof | Kirchplatz 11 (Karte)                    | um 1800 | Baugeschichtlich und städtebaulich von Bedeutung, Fachwerkhaus, markante Lage an der Laurentiuskirche. Mit Laden, Fachwerk Obergeschoss verputzt, Seitengebäude: Fachwerk verschiefert, wahrscheinlich Werkstattgebäude, Türgewände, Treppe und Geländer erhalten. | 09236790 |
| Direkt Bild zu diesem Denkmal hochladen | Wohnhaus | Kirchplatz 12 (Karte)                    | um 1830 | Baugeschichtlich von Bedeutung, schlichter barocker Bau mit Mansarddach, Fachwerk-Obergeschoss und klassizistischem Türportal. Fachwerk Obergeschoss teilweise verputzt und verschiefert, Türgewände um 1830, Mansarddach, Gewölbekeller mit mittiger Säule. | 09236791 |
| Direkt Bild zu diesem Denkmal hochladen | Wohnhaus in geschlossener Bebauung | Lößnitzer Straße 20 (Karte)              | um 1800 | Zeittypischer, horizontal gelagerter Putzbau, klassizistisches Türportal, baugeschichtlich von Bedeutung. Zweigeschossig, sieben Achsen, im Erdgeschoss Fensterläden, Portal- und Fenstergewände erhalten, Satteldach, zweiachsiger Dacherker. | 09237670 |
| Weitere Bilder                          | Kirche im alten Ortsteil Callnberg mit Ausstattung sowie Denkmal für die Gefallenen des Ersten Weltkrieges (vor der Kirche) | Lutherplatz 1 (Karte)                    | 1770–1796 (Kirche)                                                                                         | Baugeschichtlich, ortsgeschichtlich und ortsbildprägend von Bedeutung, schlichte barocke Saalkirche. Jehmlich-Orgel von 1934. | 09236795 |
| Direkt Bild zu diesem Denkmal hochladen | Lehrerinnenseminar mit Seminargebäude, Übungsschule, Turnhalle, Internatsgebäude, Pförtnerhaus und Einfriedung mit Pforte | Lutherplatz 3 (Karte)                    | 1868–1869 (Übungsschule)                                                                                   | Baugeschichtlich und ortsgeschichtlich von Bedeutung, Hauptgebäude im Stil der Neorenaissance. Laut ALK ohne Hausnummer, 1856–1922/28 Lehrerinnenseminar, heute Gymnasium „Prof. Dr. Max Schneider“, Haus 1. | 09236796 |
| Direkt Bild zu diesem Denkmal hochladen | Wohn- und Geschäftshaus in Ecklage | Marktgäßchen 1 (Karte)                   | 1906 | Baugeschichtlich und städtebaulich von Bedeutung, in Ecklage Ernst-Thälmann-Straße und platzbildprägender Lage am Altmarkt. Bauherr: L. Hoyer, Wiederaufbau nach Brand, späterer Eigentümer Textilhändler Arnold. | 09236747 |
| Direkt Bild zu diesem Denkmal hochladen | Einfriedung eines Grundstücks | Marktgäßchen 3 (Karte)                   | um 1900 | Handwerklich-künstlerisch von Bedeutung, Eisenzaun. | 09236797 |
| Direkt Bild zu diesem Denkmal hochladen | Wohnanlage mehrerer Mietshäuser (Michelner Straße 2 und 4, Dr.-Otto-Nuschke-Straße 13 und 14) | Michelner Straße 2; 4 (Karte)            | 1926 | Baugeschichtlich von Bedeutung, im traditionalistischen Stil der 1920er Jahre, markante Eckausbildung. Wohnungsbaugenossenschaft für Handwerk, Handel, Gewerbe. | 09236798 |
| Direkt Bild zu diesem Denkmal hochladen | Mietshaus (mit zwei Hausnummern) mit Einfriedung | Michelner Straße 10; 12 (Karte)          | um 1925 | Baugeschichtlich von Bedeutung, im traditionalistischen Stil der 1920er Jahre. | 09236799 |
| Direkt Bild zu diesem Denkmal hochladen | Stift | Neugasse 5 (Karte)                       | 1895 | „Kleinkinderbewahrungsanstalt“, ortsgeschichtlich von Bedeutung, von Erbprinzessin Lucie von Schönburg-Waldenburg zur Erinnerung an ihre früh verstorbenen Kinder Lucie und Alexander mit einem Aufwand von 25.000 Mark errichtet, Stift beherbergte 60 kleine Kinder von Eltern aus Lichtenstein-Callnberg. | 09236800 |
| Direkt Bild zu diesem Denkmal hochladen | Wohnhaus in geschlossener Bebauung | Neumarkt 1 (Karte)                       | Ende 18. Jahrhundert                                                                                       | Barocker Massivbau mit Einfahrtsportal, baugeschichtlich von Bedeutung. mit Durchfahrt | 09236801 |
| Direkt Bild zu diesem Denkmal hochladen | Verwaltungsgebäude | Niclaser Straße 1b (Karte)               | um 1925 | Baugeschichtlich von Bedeutung, einst Schwesternheim, im traditionalistischen Stil der 1920/1930er Jahre. | 09236770 |
| Direkt Bild zu diesem Denkmal hochladen | Wohnhaus mit winkelförmig angebauten Nebengebäuden, Handschwengelpumpe im Hof, Toreinfahrt und Einfriedung | Niclaser Straße 1c (Karte)               | 1914 | Baugeschichtlich von Bedeutung, im Reform- und Heimatstil der Zeit um 1910. Nebengebäude: Garage und Stall. | 09236802 |
| Direkt Bild zu diesem Denkmal hochladen | Hospital, heute Wohnhaus | Niclaser Straße 2 (Karte)                | nach 1800                                                                                                  | Baugeschichtlich und ortsgeschichtlich von Bedeutung, klassizistisches Türportal. | 09236803 |
| Direkt Bild zu diesem Denkmal hochladen | Wohnhaus in geschlossener Bebauung | Obere Straße 3 (Karte)                   | bezeichnet 1850                                                                                            | Baugeschichtlich und sozialgeschichtlich von Bedeutung, mit verschiefertem Fachwerk-Obergeschoss, hübsches Portal mit gerader Verdachung. Zweigeschossig, Erdgeschoss massiv, Fachwerk-Obergeschoss verschiefert, Türportal bezeichnet „J G M 1850“. | 09303678 |
| Direkt Bild zu diesem Denkmal hochladen | Villa mit Einfriedung | Obere Straße 14 (Karte)                  | Anfang 20. Jahrhundert                                                                                     | Baugeschichtlich von Bedeutung, später überformtes Gründerzeitgebäude, wertvolle Innenausstattung (Arbeitszimmer und Relief im Eingangsbereich). Bleiglasfenster, Steinrelief am später angebauten Vorbau 1936 von Beckert. | 09236805 |
| Direkt Bild zu diesem Denkmal hochladen | Wohnhaus in Ecklage, mit Seitenflügel zum Hof | Obere Straße 23a (Karte)                 | 1930 | Repräsentativ gestaltetes Gebäude der 1920/1930er Jahre, künstlerisch und baugeschichtlich von Bedeutung. Bis heute Ärztehaus. Architekt Paul Beckert, Figur „Junger Mediziner“ von Georg Türke, 1930. | 09236806 |
| Direkt Bild zu diesem Denkmal hochladen | Mietvilla | Obere Straße 26 (Karte)                  | 2. Hälfte 19. Jahrhundert                                                                                  | Baugeschichtlich von Bedeutung, prächtiges Gründerzeitgebäude. Ehemaliger Besitzer: Zierold. | 09236807 |
| Direkt Bild zu diesem Denkmal hochladen | Alte Schule, heute Wohnhaus in geschlossener Bebauung | Paul-Zierold-Straße 14 (Karte)           | 1836 | Ortsgeschichtlich von Bedeutung, ab 1876. Schule, vorher als Wohnhaus für zwölf Weberfamilien erbaut, aufwändig gestalteter Eingang. | 09236809 |
| Direkt Bild zu diesem Denkmal hochladen | Villa | Paul-Zierold-Straße 26 (Karte)           | um 1935 | Baugeschichtlich von Bedeutung, im traditionalistischen Stil der 1930er Jahre. | 09236810 |
| Direkt Bild zu diesem Denkmal hochladen | Villa | Pestalozzistraße 10a (Karte)             | 1927 | Baugeschichtlich von Bedeutung, schlichte Klinkerfassade in untypischer Gestaltung für die 1920er Jahre. Landhaus für Frau Maria Berger. | 09236811 |
| Direkt Bild zu diesem Denkmal hochladen | Schule | Pestalozzistraße 26 (Karte)              | bezeichnet 1906/1907                                                                                       | Baugeschichtlich und ortsgeschichtlich von Bedeutung, im späthistoristischen Stil. Heute Europäische Grundschule „Johann Heinrich Pestalozzi“ (Staatlich anerkannte und genehmigte Ersatzschule). | 09236812 |
| Direkt Bild zu diesem Denkmal hochladen | Mietshaus in halboffener Bebauung | Pestalozzistraße 28 (Karte)              | 1908 | Baugeschichtlich von Bedeutung, Anklänge an den Jugendstil, Teil eines Doppelmietshauses. | 09236813 |
| Direkt Bild zu diesem Denkmal hochladen | Wohnhaus in offener Bebauung | Pestalozzistraße 65 (Karte)              | um 1930 | Baugeschichtlich von Bedeutung, im Heimatstil, verkleidet mit Holzschindeln, Seltenheitswert. Verkleidet mit Holzschindeln, einfache Gestaltung. | 09236815 |
| Direkt Bild zu diesem Denkmal hochladen | Mietvilla | Poststraße 1 (Karte)                     | um 1900 | einfache Putzfassade mit Zierfachwerk-Elementen, im Stil des Späthistorismus, straßenbildprägend und baugeschichtlich von Bedeutung | 09305902 |
| Direkt Bild zu diesem Denkmal hochladen | Wohnhaus | Poststraße 3 (Karte)                     | 1934 | Baugeschichtlich von Bedeutung, im traditionalistischen Stil der 1920/1930er Jahre. Ein- und zweigeschossiger Putzbau, steiles Satteldach, Fensterläden, Hauseingang gestalterisch betont, Eckfenster, Gitter aus Erbauungszeit, guter Originalzustand. | 09236745 |
| Weitere Bilder                          | Rathaus | Poststraße 4 (Karte)                     | 1911 | Orts- und baugeschichtlich von Bedeutung, repräsentativer Bau im Reform- und Heimatstil der Zeit um 1910. | 09236816 |
| Direkt Bild zu diesem Denkmal hochladen | Fabrikgebäude | Prof.-Dr.-Schneider-Straße 9; 11 (Karte) | um 1928 | Bauherr war der Textilfabrikant Kreißig, Sockelgeschoss, zwei Vollgeschosse, Halbgeschoss unter flachem Dach, etagengroße Websäle, rechter niedrigerer Bauteil mit Durchfahrt, Aufzug und Treppenhaus, ehemals in geschlossener Bebauung, entworfen von Architekt Paul Beckert aus Lichtenstein modern im Geist des Neuen Bauen, in originalem Zustand erhalten, baugeschichtliche und ortsgeschichtliche Bedeutung. Der Architekt Paul Beckert wurde am 20. Juli 1885 in Lichtenstein geboren und starb dort am 15. Februar 1949. Auf ihn gehen auch Fabrik und Fabrikantenwohnhaus Äußere Zwickauer Straße 2 und 2a in Lichtenstein zurück. Die Firma Kreißig wurde 1856 von Friedrich August Kreißig als Handweberei gegründet. Ab 1888 dessen Sohn Reinhold. Ab dem 20. Jahrhundert kamen mechanische Webstühle zum Einsatz. 1971 gründete Erhard Kreißig, ein Urenkel von Friedrich August Kreißig, eine auf genossenschaftlicher Basis produzierende Weberei. 1972 wurde das Unternehmen verstaatlicht und als „VEB Diwandeckenweberei“ bis zur Auflösung nach 1989 weiterbetrieben. | 09306556 |
| Direkt Bild zu diesem Denkmal hochladen | Stadtpark Lichtenstein und nördliches Brunnenhaus | Rödlitzer Straße (Karte)                 | 1886–1887 (Errichtung des ersten Stadtbades); 1904–1909 (Umgestaltung und Erweiterung); 1929 (Brunnenhaus) | Zum Park gehört auch das Gasthaus Parkschlößchen Rödlitzer Straße 11 (siehe 09236819), Park von garten- und ortsgeschichtlicher Bedeutung, das (nördliche) Brunnenhaus baugeschichtlich wertvoll Gelegen auf der früheren „Oberen Mühlenwiese“ zwischen Rödlitzbach und Mühlgraben, begann die Geschichte des Stadtparks im Jahre 1887, als die Stadt hier am Mühlteich die erste Lichtensteiner Badeanstalt errichtete und dem nassen Grund erste Wege um das Gewässer abrang. Am südwestlichen Ufer des Teichs befand sich das Badehaus mit Umkleidekabinen und einem Aufenthaltsraum. Das Stadtbadrestaurant auf der Insel im Mühlteich war über eine hoch geschwungene Holzbrücke von Nordosten her erreichbar. Zwischen 1904 und 1909 erweiterte der Lichtensteiner Verschönerungsverein die nun so genannten „Stadtpark-Anlagen“ und gestaltete sie um. Das marode Stadtbad wurde 1905 geschlossen und abgerissen, der Teich nur noch als Gondelteich genutzt und mit einer zweiten Brücke zur Insel ausgestattet. Die Anlage erhielt weitere geschwungene Wege und Sitzplätze. Auf der Insel entstand eine Kolonnade. Das alte Stadtbadrestaurant auf der Insel musste angerissen werden, so dass 1906 die Stadtverwaltung den Bau eines neuen Stadtparkrestaurants beschloss, das als „Parkschlösschen“ bis heute existiert. 1907 wurde ein zweites Stadtbad mit Badebassin im nördlichen Bereich des Stadtparks errichtet, das bis 1927 betrieben wurde, als ein neues und größeres Stadtbad nahe der Körnerteiche eröffnet wurde. 1909 begann man Parkfeste zu veranstalten. 1929 wurde der nördliche Brunnen nahe des Wasserbeckens bis auf eine Tiefe von 110 m gebohrt und ein Brunnenhaus darauf errichtet. 1935 wurden Reparaturen im Park nötig, die Kolonnaden auf der Insel wurden abgerissen und durch eine Pergola ersetzt, die Brücke repariert sowie das Wasserbecken des ehemaligen Stadtbads zugeschüttet und bepflanzt. 1966 wurden wiederum Instandsetzungsarbeiten im Stadtpark durchgeführt, die Uferbefestigung repariert und die Pergola erneuert. In den 1970er Jahren entstand die heutige Brücke zur Insel. 1993 erhielt die Insel eine Parkbühne und bis Oktober 1995 erfolgte die Komplettsanierung des Stadtparks als späteren Bestandteil der Anlagen zur Landesgartenschau. Dabei wurde auch der Bereich der früheren Stadtgärtnerei einbezogen und in einen Terrassengarten umgewandelt. Der Lichtensteiner Stadtpark ist in weiten Teilen als landschaftliche Anlage gestaltet. Ausnahme bildet der Bereich ganz im Norden, an dem sich bis 1927 das zweite Stadtbad befand und der in den 1990er Jahren in regelmäßigen Formen umgestaltet wurde. Das rechteckige Wasserbecken, das nach der Sanierung 1995 wieder als solches genutzt wurde, ist heute zugeschüttet. Nicht weit von diesem steht das nördliche Brunnenhaus in Art-déco-Gestaltung, welches einen baukünstlerisch singulären Wert besitzt. Südlich dieses Bereichs befindet sich der Mühlteich mit der Zillinsel (benannt nach den ursprünglichen Eigentümern des Geländes), welche über eine Brücke erreichbar ist. Der Stadtpark ist geprägt durch den Wechsel von geschlossenen Gehölzbeständen und offenen Wiesenräumen. Der Baumbestand ist durch eine große Artenvielfalt gekennzeichnet. Neben heimischen Gehölzen wie Winter-Linde, Spitz-Ahorn, Berg-Ahorn, Erle, Rot-Buche, Hainbuche, Stiel-Eiche und Wald-Kiefer finde sich auch zahlreiche typische Parkgehölze wie Rot-Eiche, Rosskastanie, Esskastanie, Schwarz-Kiefer und Rhododendren. Im südlichen Bereich befindet sich nahe einem weiteren Brunnenhäuschen eine prägnante Koniferengruppe aus Weymouth-Kiefern, Lärchen, Eiben, Blau-Fichten und Wacholder sowie Rhododendren. Der südliche Abschnitt ist vor allem durch seine vorwiegend in den 1990er Jahren erfolgte Gestaltung geprägt. Hier befinden sich ein Terrassengarten, ein Kneipp-Becken und ein Spielplatz. Der Stadtpark Lichtenstein ist aufgrund seiner geschichtlichen Entwicklung und als Zeugnis für das Wirken des örtlichen Verschönerungsvereins von ortshistorischer Bedeutung. Darüber hinaus steht er als Vertreter des Typus „Stadtpark“ für eine Entwicklung, die seit Mitte des 19. Jahrhunderts dazu führte, dass in vielen Städten Deutschlands öffentliche Parkanlagen geschaffen wurden, und ist daher auch gartengeschichtlich relevant. Dass der Stadtpark für Lichtenstein eine besondere Bedeutung besitzt, bekunden nicht zuletzt zahlreiche Zeitungsartikel, Postkarten und Veranstaltungen. | 09306962 |
| Direkt Bild zu diesem Denkmal hochladen | Fabrikgebäude (Nr. 2a) mit separatem Wohn- und Verwaltungsgebäude (Nr. 2) | Rödlitzer Straße 2; 2a (Karte)           | bezeichnet 1904–1905                                                                                       | Ortsgeschichtlich und ortsbildprägend von Bedeutung, historisierende Fabrikgebäude mit Klinkerfassaden. Obertrikotagenherstellung Firma Kaufmann, später VEB Elegantia Lichtenstein (Wirkwaren und Strickmoden). | 09236817 |
| Direkt Bild zu diesem Denkmal hochladen | Gasthaus | Rödlitzer Straße 11 (Karte)              | um 1890 | Baugeschichtlich und ortsgeschichtlich von Bedeutung, Anklänge an Jugendstil und Heimatstil, straßenbildprägende Fachwerkgiebel und anderes Zierfachwerk. | 09236819 |
| Direkt Bild zu diesem Denkmal hochladen | Mietshaus | Rudolf-Breitscheid-Straße 13 (Karte)     | 1920er Jahre                                                                                               | Baugeschichtlich von Bedeutung, im traditionalistischen Stil der 1920er Jahre. | 09236823 |
| Direkt Bild zu diesem Denkmal hochladen | Doppelmietshaus einer Wohnanlage | Rudolf-Breitscheid-Straße 16; 18 (Karte) | um 1925 | Baugeschichtlich von Bedeutung, im traditionalistischen Stil der 1920er Jahre mit Zollinger-Dach (Bogenbinderdach). Eckquaderung durch Mauerwerksverband, Bruchsteinsockel, Wohnanlage: alle Häuser mit Tonnendächern. | 09236824 |
| Direkt Bild zu diesem Denkmal hochladen | Doppelmietshaus einer Wohnanlage | Rudolf-Breitscheid-Straße 17; 19 (Karte) | bezeichnet 1926                                                                                            | Baugeschichtlich von Bedeutung, im traditionalistischen Stil der 1920er Jahre mit Zollinger-Dach (Bogenbinderdach). Tonnendächer | 09236840 |
| Direkt Bild zu diesem Denkmal hochladen | Mietshaus einer Wohnanlage | Rudolf-Breitscheid-Straße 20 (Karte)     | um 1925 | Baugeschichtlich von Bedeutung, im traditionalistischen Stil der 1920er Jahre mit Zollinger-Dach (Bogenbinderdach). Tonnendach | 09236825 |
| Direkt Bild zu diesem Denkmal hochladen | Doppelmietshaus einer Wohnanlage | Rudolf-Breitscheid-Straße 22; 24 (Karte) | bezeichnet 1926                                                                                            | Baugeschichtlich von Bedeutung, im traditionalistischen Stil der 1920er Jahre mit Zollinger-Dach (Bogenbinderdach). Ladeneinbau wahrscheinlich später, Tonnendächer. | 09236826 |
| Direkt Bild zu diesem Denkmal hochladen | Villa mit Einfriedung | Rümpfstraße 3 (Karte)                    | um 1925/1930                                                                                               | Baugeschichtlich von Bedeutung, im traditionalistischen Stil der 1920er Jahre. Edelputz, einfache klare Gestaltung, Originalzaun. | 09236820 |
| Direkt Bild zu diesem Denkmal hochladen | Mietshaus in halboffener Bebauung | Rümpfstraße 21 (Karte)                   | um 1925 | Baugeschichtlich von Bedeutung, im traditionalistischen Stil der 1920er Jahre mit Zollinger-Dach (Bogenbinderdach). Siehe R.-Breitscheid-Straße, Tonnendach. | 09236821 |
| Direkt Bild zu diesem Denkmal hochladen | Mietshaus | Rümpfstraße 23 (Karte)                   | 1926 | Baugeschichtlich von Bedeutung, im traditionalistischen Stil der 1920er Jahre. Ähnliche Gestaltung wie Häuser der Wohnanlage in R.-Breitscheid-Straße, Mansarddach gewölbt. | 09236822 |
| Direkt Bild zu diesem Denkmal hochladen | Herrenhaus, Gutspark und Teich des Rittergutes | Rümpfstraße 33 (Karte)                   | vor 1800 (Herrenhaus)                                                                                      | Bau- und stadtgeschichtlich bemerkenswerte Anlage. - Herrenhaus: Eventuell vor 1700 erbaut, im 19. Jahrhundert überformt, dreigeschossig, fünf Achsen, Erdgeschoss Bruchsteinmauerwerk, Rustikaputz, beide Obergeschoss Fachwerk verputzt, flachgeneigtes Walmdach, Rechteckfenster, ursprüngliche Fensterläden teilweise erhalten, Fensterkreuzgesims, stark profiliertes hölzernes Kranzgesims, ursprünglicher Hauseingang zugesetzt, darüber waagerechte Verdachung, mit Resten der historischen Innenausstattung muss gerechnet werden, - Wirtschaftsgebäude, heute Wohnhaus: Links neben dem Herrenhaus, im rechten Winkel angeordnet (Anlage von Straße beschrieben), vermutlich 1835 erbaut, - Stallanbau: Um 1870, Erdgeschoss Bruchsteinmauerwerk, verputzt, Obergeschoss Ziegelmauerwerk verputzt, vorher eventuell Fachwerk, eine Giebelseite Fachwerk verputzt, Krüppelwalmdach, (Stallanbau gestrichen am 30. August 2002), - Teich: Als Rest des nicht mehr erhaltenen Parkes, Denkmalwert: Stadt- und baugeschichtlicher Wert. | 09237653 |
| Direkt Bild zu diesem Denkmal hochladen | Gedenkstein für Erbprinzessin Lucie v. Schönburg-Waldenburg | Schloßallee (Karte)                      | um 1910 | Ortsgeschichtlich von Bedeutung. | 09236827 |
| Weitere Bilder                          | Schloss Lichtenstein | Schloßallee 1 (Karte)                    | nach 1648, 1837–1839 umgebaut                                                                              | Baugeschichtlich, ortsgeschichtlich und ortsbildprägend von Bedeutung, Vierflügelanlage an Stelle einer Burg, bis 1945 im Besitz der Familie von Schönburg. Einzeldenkmal der Sachgesamtheit Schloss und Schlosspalais Lichtenstein (siehe auch Sachgesamtheit 09303338): Fürstengruft 1790, unterirdische Gänge aus dem Mittelalter nach Dreißigjährigem Krieg wieder aufgebaut, Schlosstreppe. | 09236828 |
| Weitere Bilder                          | Sachgesamtheit Schloss und Schlosspalais Lichtenstein | Schloßallee 1; 2; 2b (Karte)             | nach 1648, später überformt (1837–1839)                                                                    | Baugeschichtlich, ortsgeschichtlich und ortsbildprägend von Bedeutung. Sachgesamtheit mit folgenden Einzeldenkmalen: - Schloss (Schloßallee 1, siehe Einzeldenkmal 09236828) und - Schlosspalais (Schloßallee 2, siehe Einzeldenkmal 09236829), Weiterhin mit den Sachgesamtheitsteilen: - Remisengebäude am Palais (Schloßallee 2b), - Den Schlossstufen und Umfassungsmauern am Schloss, - Sowie dem Park zwischen Schloss und Schlosspalais [Störelement: Museumsneubau Daetz-Centrum]. | 09303338 |
| Weitere Bilder                          | Ehemaliges Palais, heute Teil eines Museums | Schloßallee 2 (Karte)                    | 1843 | Baugeschichtlich und ortsgeschichtlich von Bedeutung, im Rundbogenstil des 19. Jahrhunderts, diente anfangs als Amtshaus (an Stelle des abgebrochenen Vorwerks), später Königlich-Sächsisches Amtsgericht, dann Wohnsitz der Familie von Schönburg-Waldenburg. Einzeldenkmal der Sachgesamtheit Schloss und Schlosspalais Lichtenstein (siehe auch Sachgesamtheit 09303338): 1847–1886 Königlich-Sächsisches Amtsgericht, 1900 zum Wohnhaus umgebaut, Wappen über Portal, gut erhaltener Kachelofen mit verschiedenen Musenbildern, zwei Nebengebäude und Park, davor: Gedenkstein „Ihrer Durchlaucht der hochseeligen Frau Erbprinzessin, Lucie v. Schönburg-Waldenburg … “ um 1910. | 09236829 |
|                                         | Wohnhaus mit Terrassengarten | Schloßberg 17 (Karte)                    | 1705 (Hausgarten/Wohngarten); 1. Hälfte 19. Jahrhundert (Wohnhaus)                                         | Giebelständig, Obergeschoss verbrettert, Terrassengarten am Hang zum Schloss, mit Mauern und Treppen, baugeschichtlich bedeutsam und landschaftsgestaltend | 09306849 |
|                                         | Wohnhaus in annähernd geschlossener Bebauung | Schloßberg 19 (Karte)                    | Kern um 1700                                                                                               | Baugeschichtliche und städtebauliche Bedeutung. Zweigeschossiger massiver Putzbau, traufständig, mit zur DDR-Zeit und danach stark veränderter Fassade, starkes Bruchsteinmauerwerk, innen (Erdgeschoss) vierjochiges Kreuzgratgewölbe, bauzeitliche Türbeschläge und -schlösser, Fundstücke Kanonenkugel und Fliese mit sächsischem Wappen, flaches Satteldach mit altem liegenden Kehlbalken-Dachstuhl. Das Haus ist Strukturbestandteil der historischen Ortskernbebauung und bildprägend, da am Fuße des Schlosses gelegen. 1706/07 als Witwensitz gebaut. | 09304578 |
| Direkt Bild zu diesem Denkmal hochladen | Ausleger aus Metall | Schloßberg 23 (Karte)                    | 1896 | Handwerkszeichen, handwerklich-künstlerisch von Bedeutung, Jugendstil-Anklänge. | 09236830 |
| Direkt Bild zu diesem Denkmal hochladen | Wohnhaus in geschlossener Bebauung | Stadtrichter-Werner-Straße 6 (Karte)     | um 1830 | Baugeschichtlich von Bedeutung, verputztes Fachwerk-Obergeschoss, klassizistisches Türgewände. Zweigeschossig, Erdgeschoss massiv, Fachwerk-Obergeschoss verputzt, Fenster- und Türgewände verputzt, ursprünglich mit Laden, Satteldach. | 09237669 |
| Direkt Bild zu diesem Denkmal hochladen | Kontorgebäude | Topfmarktgasse 16 (Karte)                | 1889 | Eckhaus zur Bachgasse, in geschlossener Bebauung, Teil der neuen Bebauung der „Unteren Bachgasse“ nach Regulierung des Rödlitzbaches, zweigeschossiger Putzbau mit spätklassizistischer Gliederung, bau- und ortsgeschichtlich von Bedeutung | 09306742 |
| Direkt Bild zu diesem Denkmal hochladen | Turnhalle | Turnerweg 2 (Karte)                      | um 1900 | Baugeschichtlich und ortsgeschichtlich von Bedeutung. | 09236835 |
| Direkt Bild zu diesem Denkmal hochladen | Schule mit Einfriedung | Webendörfer Straße 3 (Karte)             | 1910 | Baugeschichtlich und ortsgeschichtlich von Bedeutung, im Reformstil der Zeit um 1910. Gewerbeschule, dann Kaufmännische Berufsschule, heute Gymnasium „Prof. Dr. Max Schneider“, Haus 2. | 09236836 |
| Direkt Bild zu diesem Denkmal hochladen | Mietshaus in Ecklage, mit Einfriedung | Webendörfer Straße 7 (Karte)             | um 1900 | Baugeschichtlich und städtebaulich von Bedeutung, im Reformstil der Zeit um 1900, mit Fachwerk-Giebel. | 09236837 |
| Direkt Bild zu diesem Denkmal hochladen | Fabrikkomplex mit Wohnhaus/Verwaltungsgebäude (Am Bahnhof 6) in Ecklage, sowie Fabrikationsgebäude im Hof (Weststraße 5 und 7), weiterhin zwei Dampfmaschinen, Generator und Schaltwarte sowie Einfriedung des Grundstücks                             | Weststraße 5; 7 (Karte)                  | 1911 | Baugeschichtlich und ortsgeschichtlich von Bedeutung, Wohnhaus mit gründerzeitlicher Putzfassade und markanter Eckgestaltung, Fabrikgebäude im Reformstil der Zeit um 1910. Gustav Adolf Bahner gründete 1842 Wirkwarenfabrik in Oberlungwitz, 180 PS Dampfmaschine, 1903 mit Generator, 1928, 80 PS Dampfmaschine und Generator, 1934, Zaun, Schaltwarte, Neubau Fabrikkomplex nach Brand 1898/1903, | 09236732 |
| Direkt Bild zu diesem Denkmal hochladen | Wohnhaus mit Einfriedung und Garage | Weststraße 6 (Karte)                     | um 1915 | Baugeschichtlich von Bedeutung, im Reformstil der Zeit um 1910. | 09236838 |
| Direkt Bild zu diesem Denkmal hochladen | Mietshaus mit Einfriedung | Weststraße 8 (Karte)                     | um 1900 | Baugeschichtlich von Bedeutung, im historistischen Stil. | 09236839 |
| Direkt Bild zu diesem Denkmal hochladen | Wohnhaus | Zeunerberg 3 (Karte)                     | 1. Drittel 19. Jahrhundert                                                                                 | Fachwerkwohnhaus im historischen Stadtkern von Lichtenstein, von baugeschichtlichem, sozialgeschichtlichem und stadtentwicklungsgeschichtlichem Wert. Denkmaltext: Vermutlich zu Beginn des 19. Jahrhunderts unweit der Stadtkirche von Lichtenstein erbaut. Zweigeschossiges Fachwerkhaus, das Erdgeschoss teilweise noch mit Lehmsteinen aufgeführt, später durch gebrannte Ziegel in größeren Bereichen ersetzt. Das Fachwerk des Obergeschosses ist verschiefert oder verputzt. Abgeschlossen wird das Gebäude durch ein Satteldach. An der hinteren Traufseite schließt im rechten Winkel ein zweigeschossiger Anbau in gleicher Bauweise an, welcher vermutlich nicht zeitgleich mit dem Haupthaus gebaut wurde. Im Erdgeschoss erfolgten bauliche Veränderungen, auch die Treppe zum Obergeschoss wurde erneuert. Die Raumstrukturen des Fachwerkobergeschosses blieben dagegen erhalten. Die Fachwerk-Lehm-Wände waren ursprünglich gestrichen, aber wohl unverputzt. Einige Gefache wurden mit Ritzmustern versehen. Bauzeitlich ist die Holzstiege zum Dachgeschoss, ebenso das Kehlbalkendach über dem Haupthaus. Der eher provisorisch wirkende Dachstuhl des Anbaus scheint keine Zimmermannsarbeit zu sein. Das Haus gehört zur Altstadtbebauung von Lichtenstein. Die baulichen Veränderungen sind marginal, so dass das Haus kleinstädtisches Bauen und die Lebensweise der ärmeren Bevölkerung Lichtensteins im 19. Jahrhundert verdeutlicht. Der Denkmalwert des Wohnhauses ergibt sich danach aus der stadtentwicklungsgeschichtlichen sowie bau- und sozialgeschichtlichen Bedeutung. (LfD/2012) | 09304278 |

## Heinrichsort
| Bild           | Bezeichnung                                                                     | Lage                              | Datierung                       | Beschreibung | ID       |
| -------------- | ------------------------------------------------------------------------------- | --------------------------------- | ------------------------------- | --- | -------- |
| Weitere Bilder | Kirche und Denkmal für die Gefallenen des Ersten Weltkrieges (neben der Kirche) | Prinz-Heinrich-Straße 41a (Karte) | 1786 und 1848, später überformt | Baugeschichtlich und ortsgeschichtlich von Bedeutung, schlichte Saalkirche mit Dachreiter. Kleines Bethaus 1786 erbaut, 1848 prägender Umbau, Beseitigung Einbauten unter anderem Wohnungen, ausschließlich Nutzung als Kirche, 1866 und 1890 außen und innen erneuert und zum Teil erweitert worden, Dachdeckung Schiefer, kleiner Turm aus Jahr 1786, 1886 vergrößert, Schiefer gedeckt, mit Uhr. | 09235938 |

## Rödlitz
| Bild                                    | Bezeichnung                                                                                                | Lage                            | Datierung                       | Beschreibung | ID       |
| --------------------------------------- | --- | ------------------------------- | ------------------------------- | --- | -------- |
| Direkt Bild zu diesem Denkmal hochladen | Fabrik mit Fabrikantenvilla                                                                                | Bahnhofstraße 18 (Karte)        |                                 | | 09305901 |
| Direkt Bild zu diesem Denkmal hochladen | Wohnhaus, Seitengebäude, Scheune und Einfriedung eines Dreiseithofes sowie Bauerngarten mit Streuobstwiese | Bernhard-Reinhold-Weg 3 (Karte) | um 1910                         | Als Beispiel eines Hofes aus dem ersten Drittel des 20. Jahrhunderts von hohem baugeschichtlichen Wert, beeinflusst durch Heimatschutz. Mit Fachwerk-Giebeln einheitlich gestaltete Anlage, Putzbauten mit Fachwerk-Zierrat, Mansarddächer mit Schopf, Einfriedung von Steinkugeln bekrönt, keine wesentlichen Veränderungen feststellbar, Miststatt im Hofgelände offenbar nicht mehr erhalten. | 09237672 |
| Direkt Bild zu diesem Denkmal hochladen | Wohnhaus                                                                                                   | Hauptstraße 18 (Karte)          | 18. Jahrhundert                 | Baugeschichtlich von Bedeutung, strebenreiches Fachwerk-Obergeschoss. Fachwerk Obergeschoss, Erdgeschoss massiv, Satteldach, strebenreiches Fachwerk, vermutlich ehemaliges Wohnstallhaus eines ehemaligen Bauerngutes. | 09235974 |
| Direkt Bild zu diesem Denkmal hochladen | Wohnstallhaus, Seitengebäude und Scheune eines Dreiseithofes                                               | Hauptstraße 31 (Karte)          | vor 1800                        | Baugeschichtlich von Bedeutung, Fachwerkbauten. - Wohnhaus: Fachwerk Obergeschoss, Erdgeschoss massiv, etwas verändert, Satteldach, Teil Fenstergewände erhalten, vor 1800, - Seitengebäude: Fachwerk Obergeschoss, Erdgeschoss massiv, Heuaufzug, um 1820, Reste Türportal, Obergeschoss verkleidet, - Angebaut daran Scheune: Fachwerk, Drempel, Satteldach. | 09235973 |
| Weitere Bilder                          | Rathaus | Hauptstraße 37 (Karte)          | 1920er Jahre                    | Baugeschichtlich von Bedeutung, im traditionalistischen Stil der 1920er Jahre, interessant gestaltete Eckerker. Klinkermischbauweise, schlichter Bau, spitzbogige Fenster, Turm, zweigeschossiger Bau. | 09235972 |
| Weitere Bilder                          | Kirche mit Ausstattung                                                                                     | Obere Dorfstraße (Karte)        | 1863, in Teilen mittelalterlich | Baugeschichtlich und ortsgeschichtlich von Bedeutung, historistisch im Rundbogenstil, Teile der Kirche romanisch-gotischen Ursprungs. An Stelle eines romanischen, in spätgotischer Zeit veränderten Vorgängerbaus 1863 errichtete Saalkirche, vom Vorgängerbau der Chor mit der umbauten romanischen Apsis erhalten. Restaurierungen 1963, 1970 und 1997. Putzbau mit eingezogenem, niedrigem Chor. In der gerade geschlossenen Chorwand spitzbogiges Sandsteinportal. Die Westfassade mit hübschem, von Porphyrsäulen gerahmten Rundbogenportal. Der gesamte Bau durch schlichte Lisenen gegliedert. Im Innern flachgedeckt, eingeschossige Empore. Schlichte Ausstattung, großes Kruzifix der zweiten Hälfte des 17. Jahrhunderts, Orgel von A. Voigt, 1929. | 09235971 |
|                                         | Eisenbahnbrücke Strecke Stollberg–St. Egidien                                                              | Obere Dorfstraße (Karte)        | 1877–1878                       | Verkehrsgeschichtlich und baugeschichtlich von Bedeutung, siebenbogige Steinbrücke. Siebenjochige Eisenbahnbrücke. | 09235970 |
| Direkt Bild zu diesem Denkmal hochladen | Häuslerhaus                                                                                                | Obere Dorfstraße 16 (Karte)     | um 1700                         | Baugeschichtlich und sozialgeschichtlich von Bedeutung, Fachwerk-Obergeschoss mit Kopfstreben. Fachwerk Obergeschoss, Fußstreben, geblattete Kopfbänder, eine Riegelreihe, Erdgeschoss massiv unterfahren, Satteldach, guter Originalzustand. | 09235969 |
| Direkt Bild zu diesem Denkmal hochladen | Wohnstallhaus eines ehemaligen Bauernhofes                                                                 | Obere Dorfstraße 110 (Karte)    |                                 | | 09235968 |